# Dziekuje Poland Live '83
Dziekuje Poland Live '83 è un album live del compositore tedesco Klaus Schulze, pubblicato nel 1983.
Contiene brani registrati durante un tour in Polonia svoltosi nello stesso anno.
Nel 2006 venne ristampato con due tracce bonus aggiunte.

## Tracce
Tutte le tracce sono state composte da Klaus Schulze.

### Disco 1
1. Katowice – 26:22
2. Warsaw – 24:16
3. The Midas Hip Hop Touch (bonus track) – 25:15

Durata totale: 75:53

### Disco 2
1. Lodz – 20:59
2. Gdansk – 15:45
3. Dziekuje – 5:52
4. Dzien Dobry! (bonus track) – 35:58

Durata totale: 78:34

## Formazione[1]
- Klaus Schulze - strumentazione elettronica, chitarra, voce
- Rainer Bloss - sintetizzatori